# Psallus falleni
Psallus falleni ist eine Wanzenart aus der Familie der Weichwanzen (Miridae).

## Merkmale
Die Wanzen werden 3,6 bis 4,2 Millimeter lang. Die Gattung Psallus umfasst kleine, häufig rot, grau oder dunkelbraun gesprenkelte Wanzen, bei denen das Pronotum und die Hemielytren mit blassen, schuppenartigen Härchen bedeckt sind und bei denen die Dornen der Schienen (Tibien) aus schwarzen Punkten entspringen. Die Arten der Gattung können häufig nur schwer oder gar nicht anhand äußerer Merkmale unterschieden werden. Meist kann man die Arten jedoch anhand der Wirtspflanze eingrenzen. Bei Psallus falleni ist der Cuneus an der Basis und an der äußersten Spitze blass gefärbt. Es gibt mehrere ähnliche Arten der Gattung Psallus, jedoch keine, die an Birken (Betula) saugt.

## Vorkommen und Lebensraum
Die Art ist in Europa mit Ausnahme des östlichen und südlichen Mittelmeerraums weit verbreitet. Östlich erstreckt sich die Verbreitung bis Sibirien und über Zentralasien bis China. Sie tritt auch in Nordamerika auf. In Deutschland und Österreich ist die Art weit verbreitet und nicht selten.

## Lebensweise
Psallus falleni lebt auf Birken (Betula). Die Imagines treten verhältnismäßig spät von Juli bis September auf.

## Belege